# Meccano
Meccano er konstruktionslegetøj, der består af metalstænger, metalplader, metalvinkler, hjul, tandhjul, gear og andre specielelementer med rækker af huller i. Disse elementer kan sammensættes på forskellig måde med små skruer og møtriker, så det er muligt at konstruere modeller af biler, huse, kraner mv.

## Historie
Meccano er opfundet af Englænderen Frank Hornby (1863-1936), og blev patenteret i 1901. I begyndelse hed systemet ”Mechanics Made Easy”. I 1907 blev Meccano registreret som varemærke i England og i 1912 i Tyskland. Meccano blev meget populært legetøj over det meste af verden, og er også blevet efterlignet i stor stil. I perioden 1908 til 1980 blev Meccano fremstillet i England af Meccano Ltd. Nu bliver Meccano fremstillet af et fransk firma.

## Eksterne links
- Meccano Web Ring — a comprehensive collection of Meccano related websites Arkiveret 13. februar 2008 hos  Wayback Machine
- Photographs and advertisements of the Meccano 1914 and 1929 toy steam engines
- History of Meccano
- "Frank Hornby: The Boy Who Made $1,000,000 With a Toy" – 1915 book online Arkiveret 10. januar 2009 hos  Wayback Machine